# Anarcha Westcott
Anarcha (ur. ok. 1828, data śmierci nieznana) – amerykańska niewolnica, znana jako pacjentka J. Simsa, który operował ją około 30 razy, opracowując metody leczenia przetoki pochwy.
Anarcha żyła i pracowała na plantacji bawełny w Alabamie. W 1845 Anarcha rodziła. Ciężki poród trwał od trzech dni, gdy na plantację przybył Sims, który użył kleszczy do wspomożenia porodu. Po porodzie Anarcha była niezdolna do pracy i istniało niebezpieczeństwo jej śmierci.
W owych czasach leczenie podobnych urazów nie było znane, gdyż ówczesna moralność zabraniała lekarzom oglądania krocza pacjentki, a położne nie mogły leczyć. Jednak w stosunku do niewolników zasady przyzwoitości nie obowiązywały. Dlatego Sims podjął się leczenia kobiety. Skonstruował rodzaj wziernika dopochwowego i założył szwy. Ponieważ nie przestrzegał (nieznanych wtedy) zasad aseptyki, nastąpiło zakażenie i otwarcie przetok. Sims ponawiał próby przez następne 4 lata. W tym czasie do Anarche dołączyły kobiety z podobnymi problemami, przysłane przez plantatorów. W 1849 roku Sims użył srebrnych nici do zakładania szwów, co pozwoliło uniknąć zakażenia, i przetoki się wygoiły. Anarcha i inne niewolnice mogły wrócić do pracy. Sims kontynuował badania i stosował terapię, co zyskało mu później przydomek ojca ginekologii.
W XXI wieku podniesiono, że operacje na niewolnicach przeprowadzał bez ich zgody oraz bez stosowania znieczulenia, co ma świadczyć o jego rasizmie i wykorzystywaniu instytucji niewolnictwa. Na fali tych dyskusji pomnik Simsa usunięto z Central Parku.

## Upamiętnienie
- We wrześniu 2021 roku w Montgomery ustawiono pomnik Mothers of gynecology, autorstwa rzeźbiarki Michelle Browder, przedstawiający Anarchę i dwie inne niewolnice (Lucy i Betsey) biorące udział w eksperymentach Simsa. Pięciometrowej wysokości pomnik wykonano z kawałków złomu, podarowanych przez różne osoby[5].
- J. C. Hallman napisał książkę The Anarcha Quest: A Story of Slavery and Surgery[6].
- W 2021 roku ukazał się film Remembering Anarcha[7].